# Fino
A Fino egy olaszországi folyó, mely a Gran Sasso d’Italia egyik csúcsának, a Monte Camiciának (2570 m) a lejtőin ered. Átszeli Pescara és Teramo megyéket, majd Cappelle sul Tavo mellett egyesül a Tavóval létrehozva a Saline folyót. Mellékfolyói a D’Odio, Baricelle, Cerchiola, Fosso Colle di Marino és Pretònico.